# Castillo de la Villa de Martos
El castillo de la Villa o Fortaleza Baja, ubicado en la ciudad de Martos (Jaén), en España, es un castillo urbano que, junto con el Castillo de la Peña, compone una de las defensas más importantes que poseía la Orden de Calatrava frente al Reino de Granada. Ambos castillos fueron declarados Monumentos Históricos en 1985.
El castillo se asienta sobre un cerro rocoso en el que en época íbero-romana se encontraba la acrópolis de la ciudad de Tucci, convertido en época islámica en hisn (castillo fortificado). Su estructura fue alterada en sucesivas ocasiones, siendo durante la época cristiana, con la Orden de Calatrava, cuando se produzca la más importante reforma, la construcción en el alcázar de una gran Torre del Homenaje, así como otras diversas torres y murallas. Dentro del recinto de la Fortaleza se levanta el Santuario de Santa María de la Villa.
Este recinto se encontraba unido a la Peña mediante murallas de las cuales se conservan algunos restos, y que servían para proteger la ciudad que quedaba así entre las murallas, el castillo y la Peña.

## Elementos principales

### Torre del homenaje
Es la torre principal del castillo de la Villa y desde el que se divisaba el resto de la fortaleza. Está situada en la parte más alta de la ciudad y se mantiene en buen estado de conservación, debido a un proceso de rehabilitación.
Presenta planta cuadrada, dispone de tres plantas superpuestas y un sótano. La planta baja estaba ocupada por un aljibe que recogería las aguas de lluvia de la azotea. Las otras dos plantas están cubiertas por bóvedas de cañón de sillería. La planta superior está cubierta por una bóveda vaída, con cúpula y pechinas de ladrillo. El acceso a la torre se realiza desde la planta intermedia, mediante una escalera, y la azotea también es accesible.
Actualmente dicha torre está abierta al público, ya que ha sido habilitada como “Centro de Interpretación Cultural e Histórico de Martos”, dentro del programa de la Ruta de los Castillos y las Batallas. Esto ha permitido instalar en el interior de la torre numerosos paneles informativos y recursos, que nos informan sobre el legado marteño.

### Torre almedina
Fue construida en el siglo XIII por los monjes Calatravos, presenta una sólida construcción de mampostería de sillarejo y sillares regulares en las esquinas, con una altura desde la calle Franquera de aproximadamente 25 metros. Su planta es cuadrada y presenta tres alturas, en la azotea cuenta con un matacán. La puerta de acceso se encuentra en la calle Primero de Mayo. De la esquina noroeste saldría una muralla hacia la Torre del homenaje, aunque de este lienzo de muralla se conserva muy poco. Actualmente se encuentra en proceso de restauración.

### Murallas
El castillo es completado por toda la muralla que constituía una fortaleza que protegía la ciudad frente a invasiones externas. De esta muralla quedan solamente algunos fragmentos como lienzos de muralla u otros elementos como las torres anteriormente citadas o la que sostiene el campanario de Santa María de la Villa entre otros restos. Sin embargo, se están llevando a cabo actuaciones para recuperar y consolidar dichos fragmentos que aún quedan en pie.

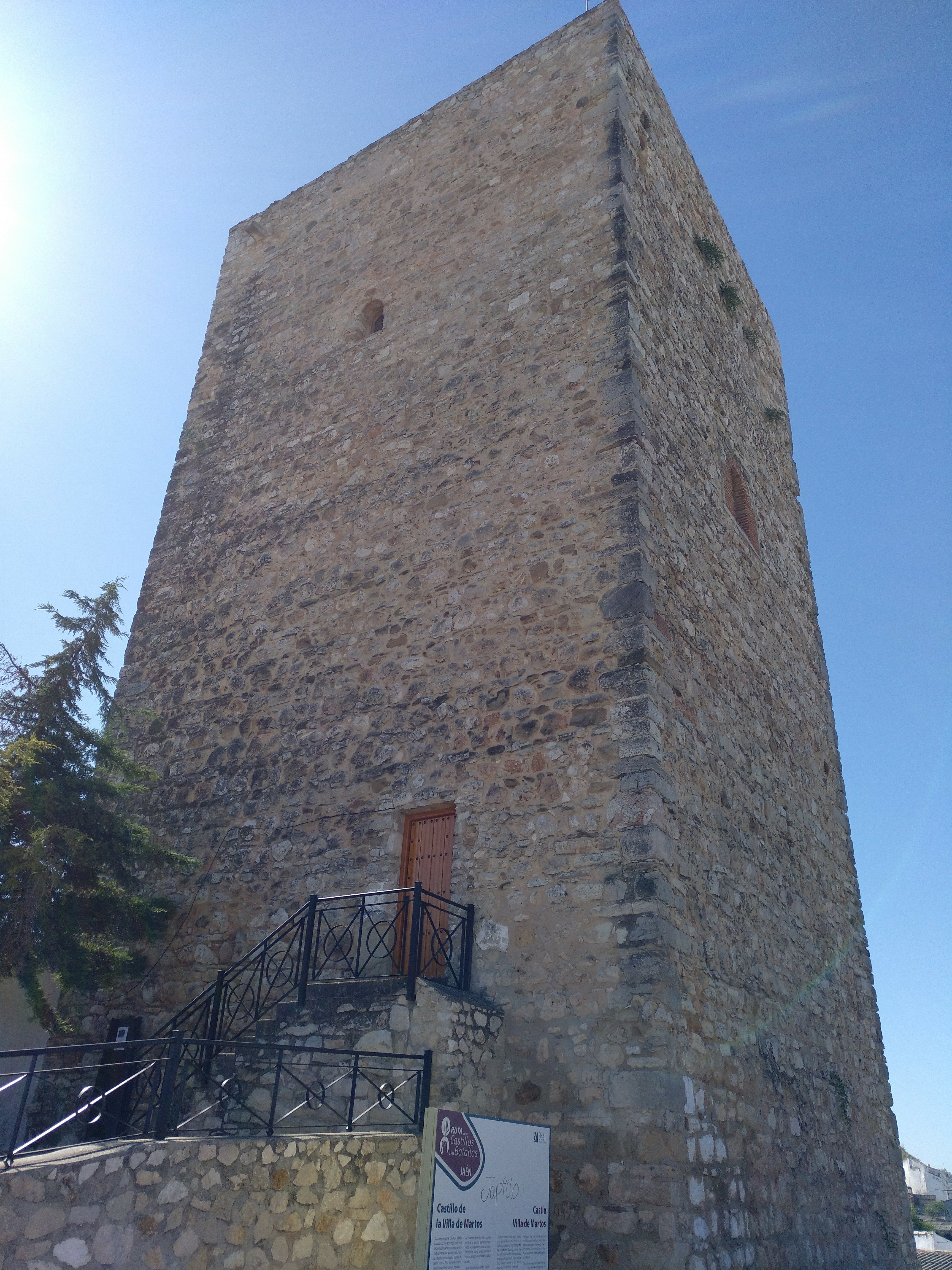
Torre del Homenaje
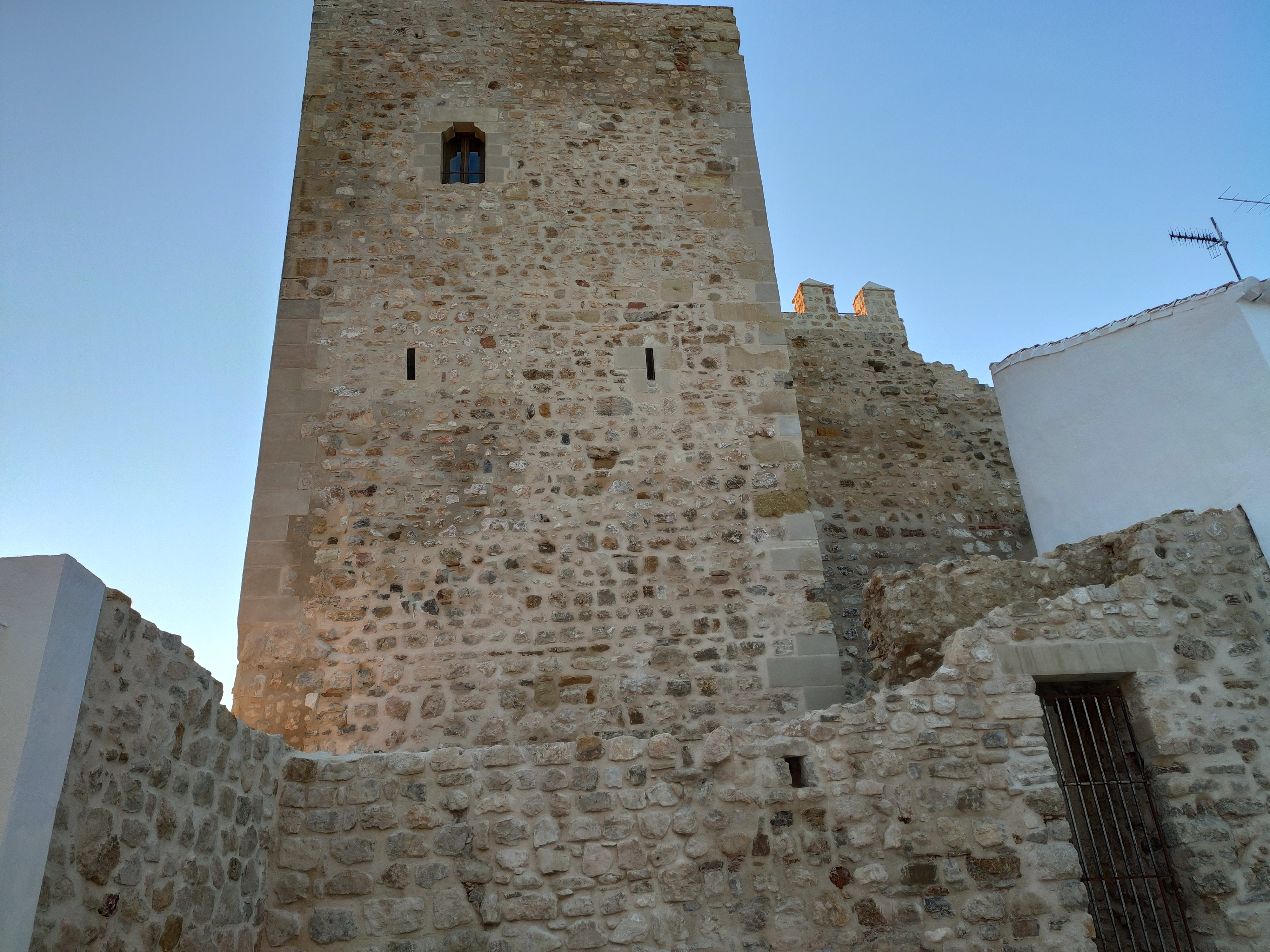
Torre Almedina
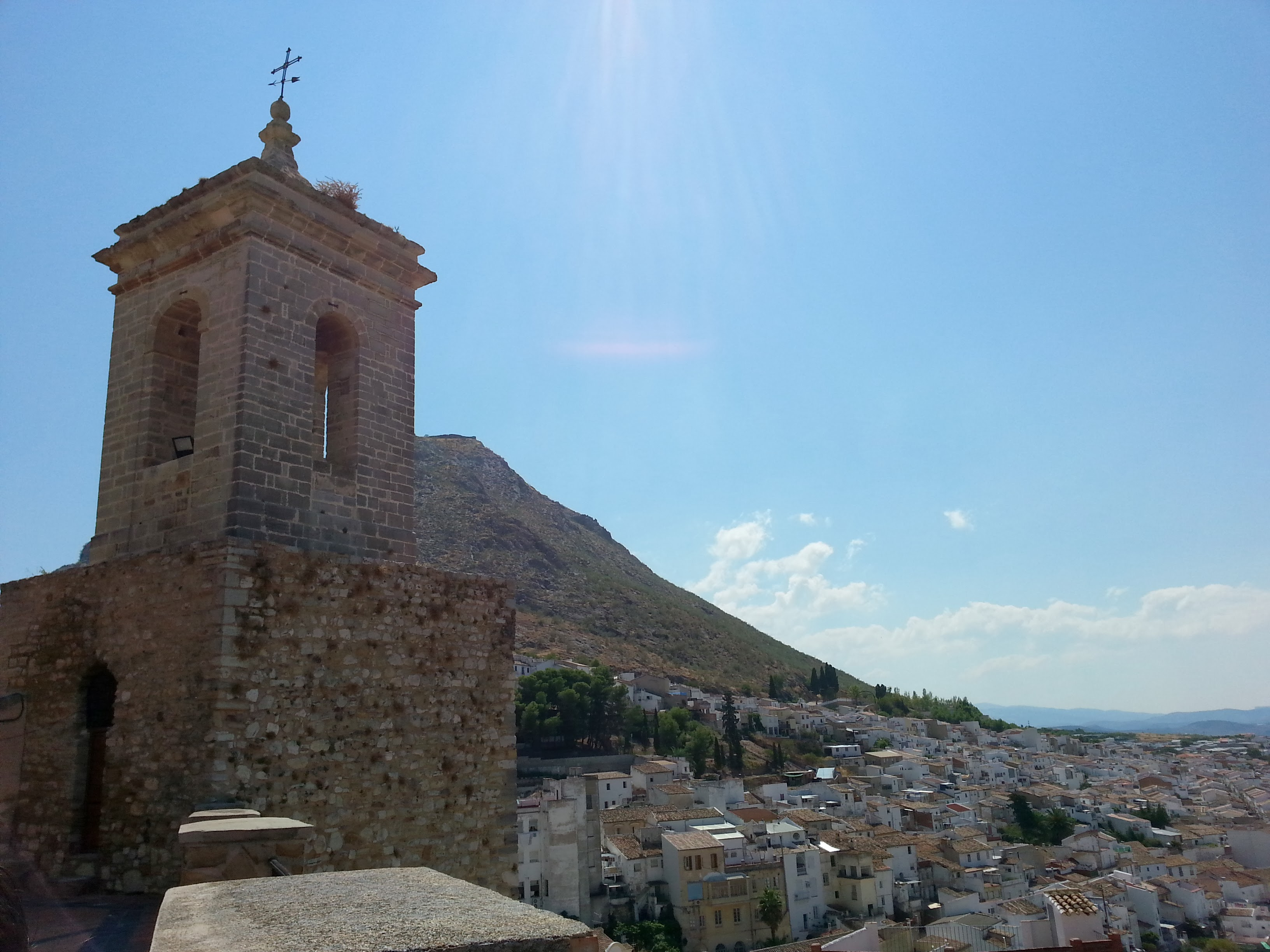
Torre-Campanario de Santa María de la Villa, levantada sobre un cubo de muralla
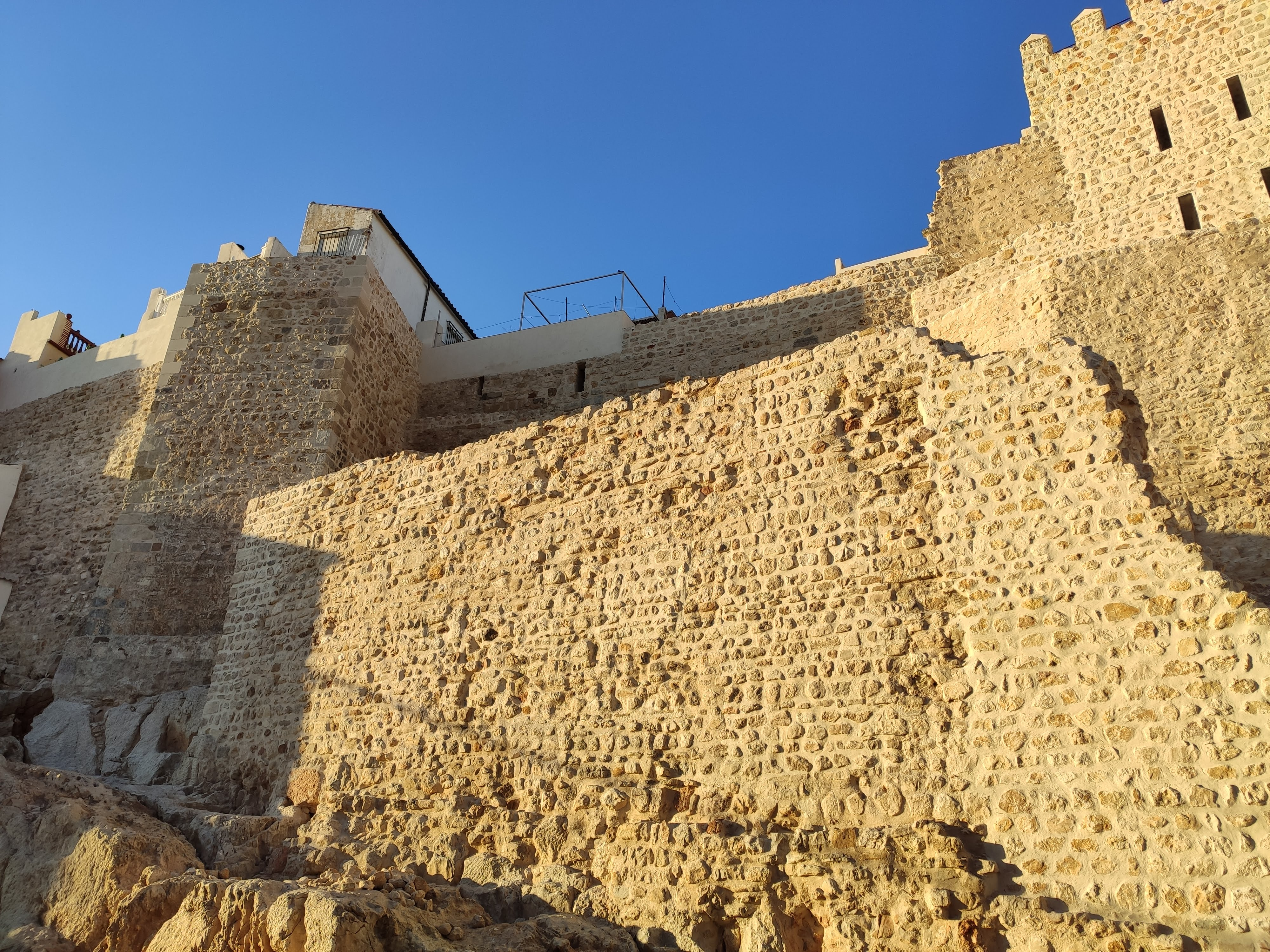
Barbacana